# Apolló-palota (Nagyvárad)
Az Apolló-palota műemlék épület Romániában, Bihar megyében. A romániai műemlékek jegyzékében a BH-II-m-B-01077 sorszámon szerepel.